# Jasa (Hiszpania)
Jasa – gmina w Hiszpanii, w prowincji Huesca, w Aragonii, o powierzchni 8,9 km². W 2011 roku gmina liczyła 112 mieszkańców.